# Pablo Nahual
Pablo Nahual (5 de enero de 1961, Unquillo, provincia de Córdoba, Argentina) es el nombre artístico del músico, compositor y luthier argentino Pablo Gabriel Estevan Millan.

## Biografía
Proviene de una familia española que emigró a Argentina a principios del siglo XX. En 1978, con 18 años de edad, gana el concurso nacional de guitarra solista, en Saldán, Córdoba. En 1977 forma parte del grupo folklórico Los Tekas. En 1983 forma junto con Jorge y Gustavo Estevan, Julio Luján, Helio González y Alejandro Fath el grupo andino "Nahual", con el que recorre durante 10 años Alemania, Holanda, Bélgica, Hungría, Italia, Yugoslavia, Suiza, Austria y España, participando en festivales de música internacional. Con dicho grupo, el 16 de mayo de 1990 participa en el concierto conmemorativo por la caída del muro de Berlín, realizado en esa ciudad. El 10 de julio de 1992 el grupo Nahual y el coro de Bad Wimpfen interpretan la primera Misa Criolla que se realizó en una Iglesia de Hungría (Sopron).
Creador del Kanatl, instrumento de cuerda resultado de la fusión del ronroco y de la guitarra, que utiliza durante sus conciertos. La palabra Kanatl significa 'dos eslabones unidos'.
En 1994 Pablo Estevan adoptó el nombre artístico de Pablo Nahual, tomado del término nahual (o Nahualt), cuya traducción sería: 'Lo profundo e insondable'.
En ese año creó su primer concierto para niños, llamado Instrumentos del Folclore andino, cuyo objetivo pedagógico era dar a conocer a los más pequeños el origen de los instrumentos de su folclore y las raíces ancestrales de su cultura. 
Desde el año 2004 reside en España, donde ofrece sus conciertos sobre el origen de los instrumentos musicales.

## Discografía
Con Los Tekas
- Los Tekas (1978)

Con el grupo andino Nahual
- Flor de cactus (1985)
- Sudamérica (1989)

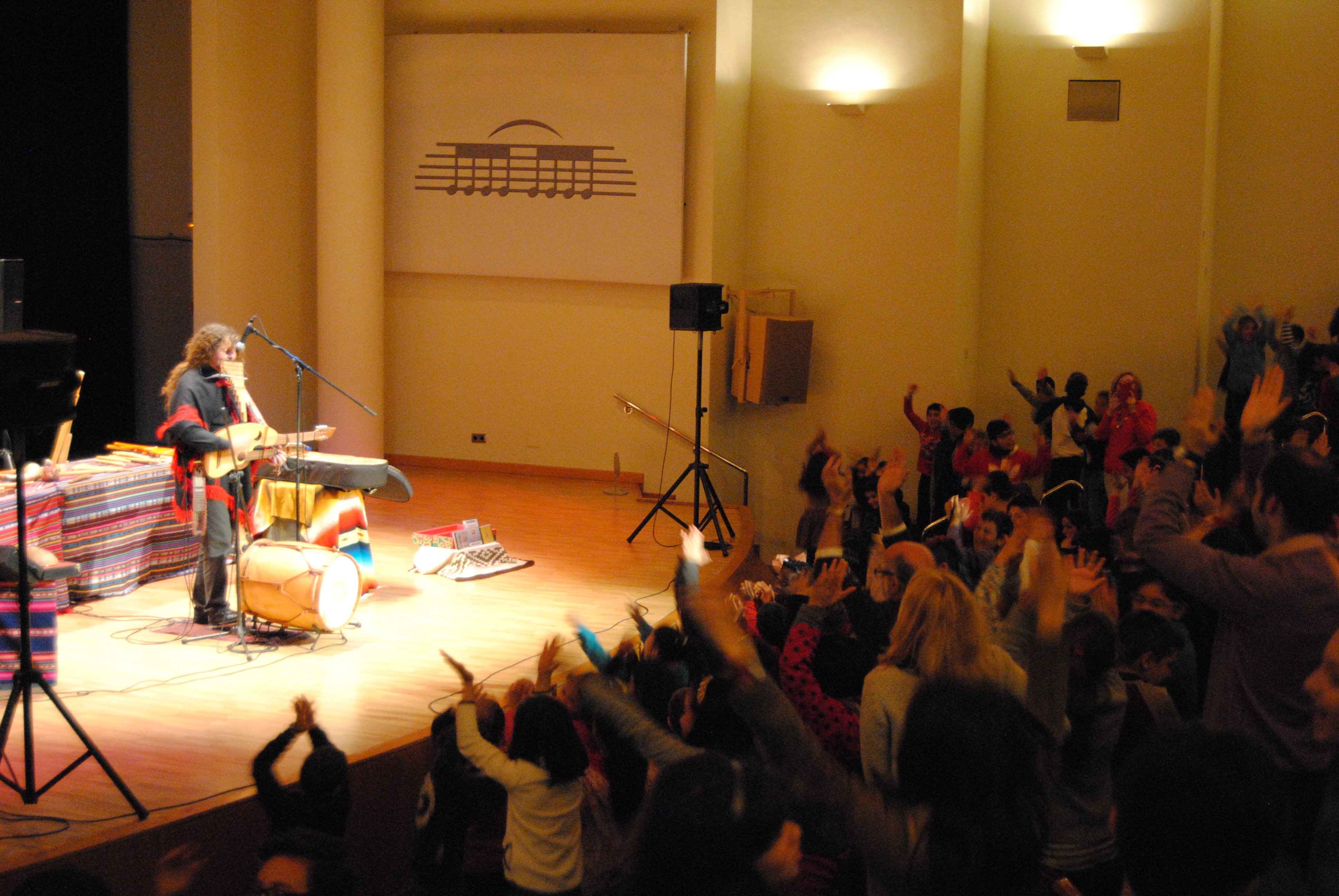
Pablo Nahual en el Palacio de la Música de Valencia.

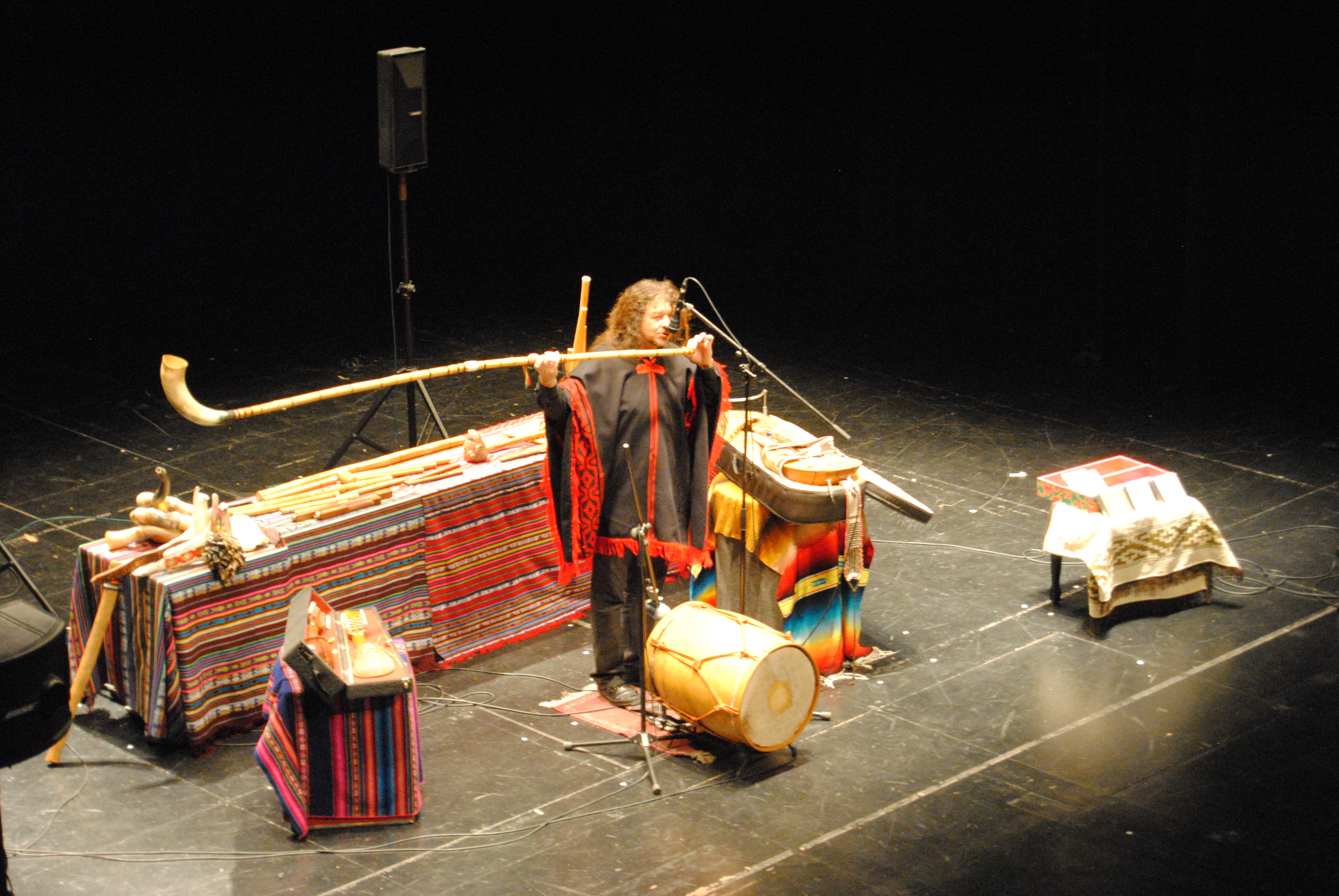
Pablo Nahual con el Erke o Trompeta Inca.

- Mil veces pueblo (Grupo Nahual, Shamrock Records 10152, Sept 1991)
- Viajeros (Grupo Nahual, Shamrock Records 1032-2, Sept 1995)'

Como Pablo Nahual
- Reiki in Do Amerika (Esmap, 9065-G)
- Instrumentos ancestrales (Esmap, 9142-G)
- Esencias andinas (Esmap, 13078-M)